# Рамзес IX
Рамзес IX (1160. п. н. е. - 1111. п. н. е.) био је осми фараон Двадесете египатске династије. После Рамзеса III и Рамзеса XI био је најдуговечнији фараон ове династије по периоду владавине. Мисли се да је владао 18 година и 4 месеца те да умро у 19. години владавине. Његово престолно име, Неферкаре Сетепенре, значи "Лепа је душа Ре, изабран од Ре."

## Пројекти
Већина његових грађевинских подухвата су везани уз центар храма сунца у Хелиополису у Доњем Египту, где се налази најважнији споменио његове владавине. Осим тога је украсио и зид северно од Седмог ступа Храма Амун-Реа у Карнаку. Коначно је његово име пронађено у Оази Дакла у Западном Египту те у Гезеру у Палестини што сугерише наставак египатског утицаја у Азији; већина поседа Новог краљевства у Канану и Сирију су до тада били изгубљени у најезди Мора народа. Такође је познат по низу споменика које је изградио у почаст својих претходника Рамзеса II, Рамзеса III и Рамзеса VII

## Гроб
Син Рамзеса IX, Ментухеркхепесхеф није живео дуго да би могао наследити оца, иако је имао једну од најлепших гробница у Долини краљева (KV19). Престо је уместо тога преузео Рамзес X чије је сродство с Рамзесом IX нејасно. Могао је бити син Рамзеса IX, можда у браку са каснијом супругом Бакетвернел с обзиром да је у египатским изворима Бакетвернел споменута као Краљевска супруга, сестра и мајка. Гроб Рамзеса ИКС, (KV6), био је отваран од античких времена, о чему сведоче римски и грчки графити на зидинама гробнице. Hалази се насупрот гробнице Рамзеса II у Долини краљева; могуће је да је то инспирисало Рамзеса IX да на тој локацији сагради гробницу, како би био близу великом краљу. Године 1881. мумија Рамзеса IX је пронађена у колекцији Деир ел-Бахри у гробници DB320 .